# Marcus Vipsanius Agrippa
Marcus Vipsanius Agrippa (63 př. n. l. – 12 př. n. l.) byl starověký římský politik a vojevůdce.

## Životopis
Agrippa se narodil na sklonku římské republiky v nevýznamné jezdecké rodině jako syn Lucia Vipsania. Jako mladý muž se Agrippa seznámil při studiu rétoriky v Římě se zhruba stejně starým Gaiem Octaviem, pozdějším Octaviánem Augustem. V letech 46 až 45 př. n. l. Agrippa sloužil pod Caesarem v boji proti Pompeiovi. Pak jej Caesar poslal s Octaviánem do Apollonie k makedonským legiím, kde měli využít čas před plánovanou válkou proti Parthům ke studiu.
Marcus Vipsanius Agrippa byl věrným Octaviánovým spojencem a druhým mužem Říma. Vedl Octaviánovy jednotky v bojích proti Caesarovým vrahům, a později proti vojskům jeho bývalého spojence a druhého z triumvirů, Marka Antonia, a dalším Octaviánovým nepřátelům. Nejslavnějšího vítězství dosáhl Agrippa 2. září 31 př. n. l., kdy v bitvě u Actia rozdrtil egyptsko-antoniovskou flotilu a rozhodl tak mocenský boj ve prospěch Octaviánův.
Roku 27 př. n. l. nechal Agrippa postavit v Římě chrám k poctě římských bohů, Pantheon.

## Příbuzenstvo
Agrippa byl příbuzensky svázán se všemi císaři Juliovsko-claudiovská dynastie. Byl tchánem druhého císaře Tiberia, který se ve svém prvním manželství oženil s Vipsanií Agrippinou (dcera z Agrippova druhého manželství).
Poslední – třetí ženou Agrippy byla jediná dcera Císaře Augusta – Julie starší, s níž měl 6 dětí. Byl dědečkem třetího císaře Caliguly (Caligula byl syn Agrippiny starší, dcery Agrippy a Julie). Čtvrtý císař Claudius si vzal Agrippinu mladší (dcera Agrippiny starší) a byl také pradědečkem pátého císaře Nerona (Nero byl syn Agrippiny mladší, nevlastní syn Claudia).